# 浜田朱里 ゴールデン☆ベスト リミテッド
『浜田朱里 ゴールデン☆ベスト リミテッド』（はまだじゅり - ）は、2010年3月27日に発売された浜田朱里のベスト・アルバム。商品番号はDYCL-236。

## 解説
- 帯のキャッチ・コピー：伝説の美少女、全シングル曲を収録したベスト・アルバム
- ソニー・ミュージックエンタテインメントが運営する復刻企画サイト「オーダーメイドファクトリー」で企画され、リクエストにより商品化されたもの。「シングル・コレクション」のサブタイトルが付いており、現役時に発表した11枚のシングルAB面すべてが収録されている。今作の発売により、A面では「本気半分エキストラ」「春は四島から」の2曲が、B面では「恋のレッスン2」を除く10曲が初CD化となった。
- サイト限定の商品ではあるが、帯が付いており、歌詞カードの中央ページにはすべてのシングルのジャケットがカラーで掲載されている他、トレーの下部や盤面にも本人画像が掲載されるなど、豪華な作りとなっている。「ゴールデン☆ベスト」とタイトルにあるように、帯には「ゴールデン☆ベスト」のロゴが2箇所ある。
- 2010年3月27日にオーダーメイドファクトリーで販売され完売。2011年1月にアンコールプレスが実現してからは、長らく入手困難な状況が続いていたが、2017年3月15日からmoraで配信されるようになった。

## 収録曲
1. さよなら好き
作詞：浅野裕子／作曲：平尾昌晃／編曲：萩田光雄
デビューシングル。タイトルは「さよならずき」と読む。
2. 愛はクロス坂
作詞：浅野裕子／作曲：平尾昌晃／編曲：萩田光雄
同B面。
3. あなたに熱中
作詞：糸井重里／作曲・編曲：馬飼野康二
2ndシングル。
4. 恋のレッスン2
作詞：糸井重里／作曲・編曲：馬飼野康二
同B面。1stアルバム『よろしく、朱里。』に収録されており、同アルバムは2007年にオーダーメイドファクトリーでCD化された。
5. 青い花火
作詞：三浦徳子／作曲・編曲：馬飼野康二
3rdシングル。
6. 失われた季節
作詞：三浦徳子／作曲・編曲：馬飼野康二
同B面。
7. 青い嫉妬
作詞：三浦徳子／作曲・編曲：馬飼野康二
4thシングル。
8. ジェラシーの章
作詞：三浦徳子／作曲・編曲：馬飼野康二
同B面。
9. 黒い瞳
作詞：三浦徳子／作曲・編曲：馬飼野康二
5thシングル。
10. 愛の湖
作詞：三浦徳子／作曲・編曲：馬飼野康二
同B面。
11. 18カラットの涙
作詞：三浦徳子／作曲：馬飼野康二／編曲：小田健二郎
6thシングル
12. 春に逢えるでしょうか
作詞：三浦徳子／作曲・編曲：馬飼野康二
同B面。
13. 想い出のセレナーデ
作詞：山上路夫／作曲：森田公一／編曲：若草恵
7thシングル。天地真理が1974年10月に発売したシングルのカバー。浜田にとって最大のヒットとなった。
14. 椅子
作詞：三浦徳子／作曲：馬飼野康二／編曲：戸塚修
同B面。
15. 悲しみは駆け足でやってくる
作詞：アン真理子／作曲：中川克彦／編曲：若草恵
8thシングル。アン真理子が1968年8月に発売したシングルのカバー。
16. 哀・私小説
作詞：黒川真一／作曲：渡辺博也／編曲：船山基紀
同B面。
17. 夏の指定席
原案：井上輝彦・宇南山幸恵・紫麗ミサ／作詞：三浦徳子／作曲：小泉まさみ／編曲：水谷公生
9thシングル。ビバヤング作詞大賞グランプリ。
18. 恋せよ乙女
作詞：三浦徳子／作曲：小泉まさみ／編曲：水谷公生
同B面。
19. 本気半分エキストラ
作詞：森雪之丞／作曲・編曲：後藤次利
10thシングル。当時アシスタントとして出演していたラジオ番組「笑福亭鶴光のオールナイトニッポン」で歌詞のアイデアを募集し、それを基に森雪之丞が歌詞を書き下ろしたもの。歌詞カードにはアイデア提供者の名前が記載されている。
20. ふたつのラブ・ストーリー
作詞：森雪之丞／作曲・編曲：後藤次利
同B面。サビの部分でデュエットしているのは沖田浩之で、同曲のアンサーソングがシングル「奇跡の純情」のB面に収録されている（タイトルは同じ）。
21. 春は四島から
作詞・作曲：中山大三郎／編曲：高田弘
11thシングル。北方領土返還テーマソング。タイトルは「はるはしまから」と読む。
22. カンゲキ・ドウトウ・サンバ
作詞・作曲：中山大三郎／編曲：高田弘
同B面。